# Farid Novin
Pour les articles homonymes, voir Novin.
 (octobre 2024).
Farid Novin, né le 1er mai 1947 à Ispahan, est un économiste canadien. Il occupe le poste de Représentant principal de la Banque du Canada en Colombie-Britannique et au Yukon et professeur adjoint de finances à la Sauder School of Business de l'Université de la Colombie-Britannique du 1er février 1992 au 29 juin 2014,,.

## Biographie

### Jeunesse et formation
Novin est né en 1947 à Ispahan, en Iran. Son père, Mohammad Hassan Novin, a travaillé comme conseiller parlementaire auprès de plusieurs premiers ministres, dont Hoveyda, Amoozgar, le général Azhari, Sharif Emami et Bakhtiar. Sa mère Soroor Panahandeh était fonctionnaire au ministère de la Santé en Iran.

### Éducation précoce en Iran
En raison des différentes affectations de son père, Novin a fait ses études dans plusieurs villes, notamment à l'école primaire de Mhran dans la ville de Semnan et à l'école primaire de Farabi dans la ville de Rash. Ses études secondaires se sont déroulées au lycée Nader dans la ville de Mashhad et au lycée Adib à Téhéran. Il a obtenu sa licence en économie à l'Université nationale d'Iran en 1969.

### Carrière professionnelle en Iran
Après avoir obtenu sa licence (1967), Novin a servi deux ans dans l'armée en tant que sous-lieutenant dans l'Organisation des industries militaires iraniennes.
Après son service militaire, Novin a rejoint l'Organisation du plan et du budget (Iran) en tant qu'analyste budgétaire pour l'enseignement supérieur (1969). Ses responsabilités consistaient à négocier et à déterminer les budgets du ministère de l'Enseignement supérieur et à superviser les budgets de diverses universités et institutions de recherche, notamment l'Université de technologie d'Aryamehr et ses entités de recherche affiliées, l'Université Pahlavi de Shiraz, l'Université de Mashhad, l'Université de Tabriz, l'Université d'Ispahan, l'Université Rezaieh (aujourd'hui Université d'Urmia) et les nouvelles universités de Bu-Ali Sina de Hamedan et de l'Université Azad.

### Critique d'art, recherche littéraire et dramaturgie
Pendant cette période, Novin a également contribué à plusieurs périodiques, notamment les magazines Nagin, Khoosheh et Zaman. Ses écrits couvraient des sujets de recherche, de littérature et de critique culturelle.
Sa critique de la pièce Antigone de Jean Anouille dans le magazine Khoosheh, qu'il décrit comme « une défense ouverte de la dictature de Créon », a été controversée. La police de sécurité de la Savak a arrêté son article critique intitulé «Tiers-Monde et intellectuel » après sa publication dans deux numéros du magazine Khoosheh. Ses «Notes de la Tour d'Ivoire » dans le magazine Sobh-e-Emrooz ont eu une influence sur la formation de la pensée collective dans l'Iran d'avant la révolution,. En tant que dramaturge, Farid Novin a écrit la pièce « Axis of Coordinates », publiée par Nemooneh Publications en 1971,.
Novin fut l’un des premiers partisans du Cinemaye Azad ou Cinéma libre en Iran, créé par un petit groupe d’étudiants de l’université d’art dramatique de Téhéran en 1969. Ses reportages mensuels dans le magazine Negin ont pour la première fois sérieusement examiné et présenté aux lecteurs les jeunes cinéastes de ce cinéma tels que Hassan Bani Hashemi, Kianoush Ayari, Behnam Jafari, Shahryar Parsipour, Nasraleh Shibani, Farhad Pourazem, Ali Yeganeh, Mohammad Farhomand et Amir Afshari,.

### Poursuite des études en Europe et au Canada
En 1975, Novin partit en Europe pour poursuivre ses études. Ses études en Europe et au Canada lui permirent d'obtenir les diplômes suivants : diplôme d'études supérieures en planification socio-économique, Institut international d'études sociales, La Haye, Pays-Bas (1976) ; diplôme d'études supérieures en économie du développement, Université de Manchester, Angleterre (1978) ; maîtrise ès arts en économie, Université de Manchester (1979), spécialisée en économie monétaire et économie du développement ; doctorat en économie, Université Queen's, Kingston, Ontario, Canada (1983), spécialisé en économétrie et politique monétaire.
Sa thèse de doctorat, intitulée « Une approche théorique du choix bayésien pour l'ajustement dynamique des prix : une étude du comportement des prix dans les industries manufacturières canadiennes », fut acceptée par l'Université Queen's, ce qui lui valut son doctorat en 1983.

### Carrière au Canada
Il a été professeur adjoint d'économie à l'Université Concordia de Montréal et professeur adjoint de finance à la Sauder School of Business de l'Université de la Colombie-Britannique. Il a travaillé dans divers services de la Banque du Canada en tant que spécialiste de l'énergie, analyste des projections économiques et analyste du crédit avant d'occuper un poste de direction au bureau régional de la Banque du Canada en Colombie-Britannique et au Yukon,,,,.
À ce titre, il a dirigé des recherches et des analyses sur les développements économiques et financiers dans la région. Il a également joué un rôle majeur dans la communication des messages de la Banque à divers publics et a favorisé un échange de points de vue sur l’économie et la politique monétaire,,.
Outre ses articles universitaires, il est l'auteur de plusieurs articles de recherche publiés dans la Revue de la Banque du Canada.
Dave Formosa, président de la Chambre de commerce, a raconté qu'il avait invité Novin à Powell River à la suite d'une réunion tenue un an auparavant. À cette occasion, Novin avait prédit que le Canada serait en tête de la reprise économique, une prédiction qui, comme l’a noté Formosa, s’est effectivement avérée exacte. — Laura Waltz, Powell River Peak, 25 novembre 2009.

## Vie personnelle
Novin a épousé Guity Novin, un peintre et graphiste. Ils ont trois fils Sal Novin, un cadre informatique de la santé aux États-Unis décédé à 45 ans d'un cancer du cerveau. Alamir Novin Ph. D. Professeur adjoint, École des sciences de l'information Collège de l'information et des communications Université de Caroline du Sud, et Alishah Novin, chef de produit chez Microsoft, Community Leader of the Year - 12th Annual NTC Awards - NTC